# Thierry Henry
Thierry Daniel Henry (Les Ulis, 17 de agosto de 1977) é um treinador e ex-futebolista francês que atuava como atacante. Atualmente comanda as Seleções Francesas Sub-21 e Sub-23.
É considerado por muitos o maior jogador da história do Arsenal, clube onde alcançou o auge da sua carreira e obteve grande sucesso. Após uma chegada sem grande alvoroço, em agosto de 1999, vindo de uma fraca temporada na Juventus, pouco se esperava do francês por parte dos torcedores ingleses. No entanto, o atacante teve uma adaptação muito rápida ao estilo de jogo do futebol inglês: rápidos contra-ataques e eficientes conclusões. Em pouco tempo, Henry já havia se firmado como principal goleador da equipe, e assim foi em todas as suas temporadas pelo clube, sempre com um número superior a 20 gols por temporada (à exceção da temporada 2006–07, quando esteve por muito tempo machucado).
Seu mentor e treinador Arsène Wenger transformou-o no principal jogador da equipe e, alguns anos após sua chegada, tornou-se o maior artilheiro da história do clube, com 226 gols (228, após o período em que esteve emprestado ao clube em janeiro de 2012). Com os Gunners, Henry venceu duas vezes a Premier League, três vezes a Copa da Inglaterra e mais duas a Supercopa da Inglaterra. Nas suas duas últimas temporadas pelo Arsenal, tornou-se também o capitão do time e o levou à final da Liga dos Campeões de 2005–06, onde acabou derrotado pelo Barcelona. Ironicamente, em junho do ano seguinte, após oito anos vestindo a camisa do Arsenal, Henry transferiu-se exatamente para o clube espanhol.
No Barça, já na casa dos 30 anos, o francês não conseguiu repetir as fantásticas atuações que protagonizara nos campos ingleses. As explosivas arrancadas já não aconteciam mais e, jogando muitas vezes como um ponta, já que a vaga de centroavante era ocupada por Samuel Eto'o, Henry não obteve sucesso, chegando diversas vezes a ser preterido pelos jovens Bojan Krkić e Pedro. Apesar de sua passagem pelo Barcelona não chegar nem perto à vivida no Arsenal, conquistou a Liga dos Campeões de 2008–09, a primeira de sua carreira.
Em julho de 2010, sem grandes pretensões no Barcelona, Henry aceitou a proposta para jogar no futebol dos Estados Unidos, que buscava grandes estrelas para divulgar o seu campeonato nacional, a Major League Soccer, ainda sem expressão frente aos grandes campeonatos do mundo. O francês foi contratado pelo New York Red Bulls e tornou-se o principal nome da MLS ao lado de David Beckham, que também havia sido contratado três anos antes pelos estadunidenses para atuar pelo Los Angeles Galaxy.
Em janeiro de 2012, retornou ao clube que o consagrou num curto período de empréstimo de dois meses, antes do início da liga estadunidense, já que esta possui um calendário diferente dos campeonatos europeus. O empréstimo, apesar de curto, foi o bastante para trazer ainda mais admiração dos torcedores ingleses. A estreia não poderia ter sido melhor: vindo do banco de reservas, Henry marcou o único gol do jogo, que garantiu a vitória e a classificação ao Arsenal na Copa da Inglaterra.
Pela Seleção Francesa, Henry conquistou a Copa do Mundo FIFA de 1998, a Eurocopa de 2000 e a Copa das Confederações de 2003. É o segundo maior artilheiro da história dos Bleus, com 51 gols, atrás apenas de Olivier Giroud.
Foi por duas vezes o segundo colocado na eleição de Melhor Jogador do Mundo pela FIFA, em 2003 e 2004, perdendo para Zinédine Zidane e Ronaldinho Gaúcho, respectivamente.

## Infância
Henry nasceu e cresceu no bairro de Les Ulis, Essonne, uma cidade com boas instalações para futebolistas, onde jogou por clubes amadores locais e mostrou grande potencial. É de ascendência das Pequenas Antilhas; seu pai, Antoine, é de Guadalupe, e sua mãe é da Martinica.
Em 1983, com seis anos, Henry mostrou um ótimo potencial, que levou Claude Chezelle a recrutá-lo para jogar no CO Les Ulis, clube local. Cinco anos depois, Henry jogou sua primeira partida pelo clube. Seu pai o pressionava para treinar, apesar do jovem não ser muito fã de futebol à época. Em 1989, Henry foi jogar no US Palaiseau, mas um ano depois ele se mudou ao Viry-Châtillon e ficou lá dois anos. O treinador do US Palaiseau, Jean-Marie Panza, acompanhou Henry no Viry-Châtillon, o que levaria a Panza ser nomeado como mentor de Henry no futuro.
Em 1990, o Monaco mandou o olheiro Arnold Catalano observar o garoto de treze anos. No jogo assistido, Henry marcou todos os seis gols da vitória de seu time por 6–0. Catalano fez uma proposta a Henry para jogar no Monaco, sem nem mesmo ele fazer um teste no clube, e pediu que Henry terminasse os estudos em Clairefontaine, mas o diretor foi relutante em aceitar o pedido devido às más notas de Henry no colégio. Apesar disso, Henry obteve a permissão de completar os estudos, levando-o a conhecer Arsène Wenger, ainda como juvenil do Monaco.

## Carreira como jogador

### Início no Monaco
Subsequentemente, Henry assinou um contrato profissional com o Monaco, e sua estreia ocorreu em 1995. Wenger colocou Henry a jogar como meia-esquerda, devido ao seu bom ritmo de jogo, controle de bola e habilidade, ele jogaria bem contra laterais, mais até do que contra zagueiros. Em suas quatro temporadas pelo Monaco, Henry marcou 28 gols em 141 jogos, e ajudou o clube a vencer a Ligue 1 em 1996–97.

### Juventus
A boa forma de Henry continuou na temporada 1998–99, quando o clube alcançou a semifinal da Liga dos Campeões. Após o destaque nesta temporada, Henry deixou o Monaco e foi para a Juventus por 10,5 milhões de libras em janeiro de 1999, um ano antes de David Trezeguet, seu companheiro de Seleção. Na Itália, Henry não conseguiu se adaptar à forma defensiva de jogo, e permaneceu por apenas uma temporada na Juve, marcando apenas três gols em 16 partidas.

### Arsenal
Sem sucesso na Itália, Henry transferiu-se em agosto de 1999 para o Arsenal, por 11 milhões de libras, e passou novamente a ter Arsène Wenger como treinador.
Contratado como um substituto de Nicolas Anelka, que havia saído do clube, foi imediatamente posto como atacante, o que trouxe grande desconfiança sobre Henry. Inicialmente ele foi questionado sobre sua adaptação ao estilo inglês de jogo, por não ter marcado nenhum gol em seus oito primeiros jogos. Apesar das desconfianças iniciais, Henry concluiu sua primeira temporada no Arsenal com um total de 26 gols em 47 jogos, entretanto, a temporada terminou de forma frustrante para os londrinos, que haviam perdido o título da Copa da UEFA para o Galatasaray.
Após o título da Euro 2000 com a França, sua segunda temporada pelos Gunners provou que Henry seria uma das maiores descobertas do clube. Apesar de ter marcado menos gols que em sua temporada de estreia, foi o artilheiro da equipe, que teve um dos melhores ataques de toda a liga nesta temporada.
A afirmação veio na temporada seguinte, a 2001–02. Henry marcou 32 gols em todas as competições e conquistou de uma vez só os seus três primeiros títulos pelo clube: a Premier League, a Copa da Inglaterra e a Supercopa da Inglaterra.

#### O auge
A temporada 2002–03 foi novamente produtiva para Henry que, depois de ter ficado em 2° lugar na eleição de melhor jogador do mundo pela FIFA em janeiro, terminou a temporada com 32 gols e 24 assistências em todas as competições. Conquistou novamente a Copa da Inglaterra, onde foi nomeado o melhor da partida na final.
Foi o principal jogador do Arsenal em 2003–04, temporada histórica para o clube, que conquistou a Premier League de forma invicta. Destacando-se juntamente a Dennis Bergkamp e Robert Pirès, Henry assegurou para os Gunners a marca de primeiro time em mais de um século a vencer a liga sem nenhuma derrota, e sagrou-se pela segunda vez campeão do torneio desde sua chegada ao clube. Conquistou a Chuteira de Ouro da UEFA, prêmio destinado ao jogador com mais gols marcados em toda a Europa, ao marcar um total de 39 gols em todas as competições, sendo 30 deles pela liga. Esta foi sem dúvida a melhor temporada de Henry em toda a sua carreira e, na Inglaterra, a opinião da grande maioria era que, depois de um ano com atuações espetaculares e a implacável campanha do Arsenal nesta temporada, desta vez Henry seria eleito o melhor jogador do mundo pela FIFA sem muitas dificuldades. Porém, o francês acabou novamente ficando com o segundo lugar, sendo superado por Ronaldinho Gaúcho, que também vivia o auge de sua carreira e encantava o mundo com seu futebol bonito no Barcelona.

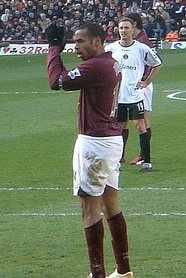
Após a saída de Patrick Vieira, em 2005, Henry tornou-se o capitão do Arsenal

A temporada 2004–05 foi marcada pela perda do título nacional para o Chelsea, embora o Arsenal tenha novamente vencido a Copa da Inglaterra. Com 30 gols marcados, sendo 25 pela Premier League, Henry faturou novamente a Chuteira de Ouro da UEFA, desta vez empatado com o uruguaio Diego Forlán.
A partida do compatriota e até então capitão da equipe Patrick Vieira durante a janela de transferências do verão europeu de 2005 significou que Henry seria agora o novo capitão. Juntamente com a responsabilidade de ser o artilheiro da equipe, ele seria o responsável por liderar um time muito jovem durante a temporada 2005–06. Precisamente em 17 de outubro de 2005, com os dois gols anotados contra o Sparta Praga, em partida válida pela Liga dos Campeões da UEFA, Henry tornou-se o maior artilheiro da história do Arsenal. O atacante francês quebrou um recorde que pertencia a Ian Wright, autor de 185 gols pelos Gunners.
No dia 1 de fevereiro de 2006, ao marcar um gol contra o West Ham, Henry chegou ao seu gol de número 151 na história da Premier League e quebrou o recorde histórico de gols pela liga nacional, que pertencia a Cliff Bastin. O Arsenal não conseguiu sagrar-se campeão da competição, mas depositaram suas esperanças na Liga dos Campeões da UEFA e chegaram à grande final. Em jogo realizado no Stade de France, no dia 17 de maio, contra o Barcelona, os ingleses abriram o placar com Sol Campbell, mas acabaram perdendo por 2–1 de virada, sofrendo o segundo gol a poucos minutos do fim. Essa derrota, combinada com duas temporadas sem o título da Premier League, trouxe muita especulação sobre a saída de Henry. No entanto, ele declarou lealdade e amor ao clube, assinando uma renovação de contrato por mais quatro anos. Ele ainda afirmou novamente que recusaria a proposta do Barcelona, tendo em vista seu amor pelo Arsenal. O vice-presidente do clube, David Dein, afirmou mais tarde que o clube recusara duas ofertas de 50 milhões de libras vindas do clube espanhol, antes de Henry ele assinar seu novo contrato. Se a transferência fosse realizada, o recorde de 47 milhões de libras pagos pelo Real Madrid por Zinédine Zidane seria quebrado.

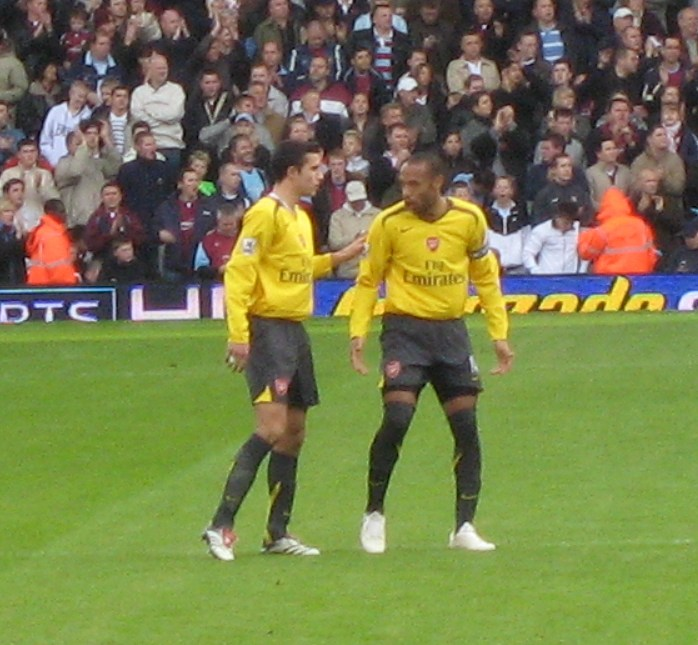
Com a aposentadoria de Dennis Bergkamp, Henry passou a ter Robin van Persie como parceiro de ataque nos Gunners

A temporada 2006–07 de Henry foi marcada por muitas lesões, algo que nunca havia acontecido com tanta frequência em sua passagem pelo Arsenal. Finalizou a temporada com 12 gols em 27 jogos, sendo 10 pela Premier League, incluindo gols contra o campeão Manchester United no dia 21 de janeiro de 2007. A temporada acabou para Henry no dia 7 de março, devido à piora de lesões já existentes. No começo se pensava que ele perderia algumas semanas, mas exames revelaram que ele precisaria de três meses para total recuperação, perdendo o restante da temporada. Wenger atribuiu as lesões de Henry à exaustiva temporada 2005–06.
Esta havia sido a pior temporada do francês pelos Gunners, e as especulações sobre sua saída eram cada vez maiores. Mesmo com a recente renovação de contrato, o Barcelona continuava interessado e disposto a pagar a sua multa rescisória, e parecia o destino mais provável do jogador. Finalizou assim sua fantástica passagem pelos Gunners, onde alcançou o auge de sua carreira e marcou um total de 226 gols em 369 jogos, se tornando o maior artilheiro do clube em todos os tempos.
Semanas após sua saída, em uma carta aberta ao The Sun, Henry disse que estava incerto sobre o futuro de Arsène Wenger no Arsenal; este provavelmente pode ter sido um dos grandes motivos de sua saída.
| “ | Eu disse muitas vezes por que deixei o Arsenal, eu não quero ter que falar disso de novo, mas foi difícil deixar o clube. Eu sempre disse que se algum dia eu deixasse o Arsenal seria para jogar no Barcelona. | ” |

### Barcelona

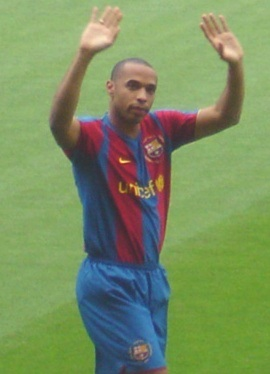
Henry lotou o Camp Nou em sua apresentação no Barcelona

Foi contratado pelo Barcelona no dia 25 de junho de 2007, numa transferência polêmica. Os espanhóis pagaram 24 milhões de euros (cerca de 16 milhões de libras) por um contrato de quatro anos. Henry receberia cerca de 7 milhões de euros por temporada, e o contrato possuía ainda uma cláusula de rescisão de 125 milhões de euros. No clube catalão recebeu a camisa 14, número que já usava no Arsenal e que no Barça pertenceu a Johan Cruijff.
Marcou seu primeiro gol no dia 19 de setembro de 2007, numa vitória por 3–0 sobre o Lyon pela fase de grupos da Liga dos Campeões da UEFA. Seu primeiro hat-trick veio num jogo contra o Levante, dez dias depois. Concluiu sua primeira temporada pelo Barça com 19 gols, sendo 12 deles pelo Campeonato Espanhol.
Seu primeiro título veio na temporada seguinte, 2008–09, quando o Barcelona venceu o Athletic Bilbao na final da Copa do Rei. O Barça faturou também a La Liga e a Liga dos Campeões da UEFA, título que Henry almejou em muitos anos de Arsenal. Ainda em 2009, o clube catalão conquistou a Supercopa da Espanha, a Supercopa da UEFA e o Mundial de Clubes, faturando assim todos os seis títulos que disputou, uma marca histórica até então.

#### Decadência
Suas poucas temporadas atuando na Espanha provaram que Henry não repetiria ali suas grandes atuações pelo Arsenal. Passando por uma nítida decadência em sua carreira, durante a temporada 2009–10, sua terceira pelo Barça, o francês perdeu sua vaga no time titular, sendo preterido pelo jovem Pedro, que havia subido das categorias de base e rapidamente havia conquistado a torcida em suas primeiras partidas. Henry finalizou sua última temporada no clube com frustrantes quatro gols em 32 jogos, sendo 21 deles pela La Liga.
Então reserva e pouquíssimo utilizado por Josep Guardiola, entrou em acordo com a diretoria e acertou sua saída após o retorno da Copa do Mundo FIFA de 2010.

### New York Red Bulls

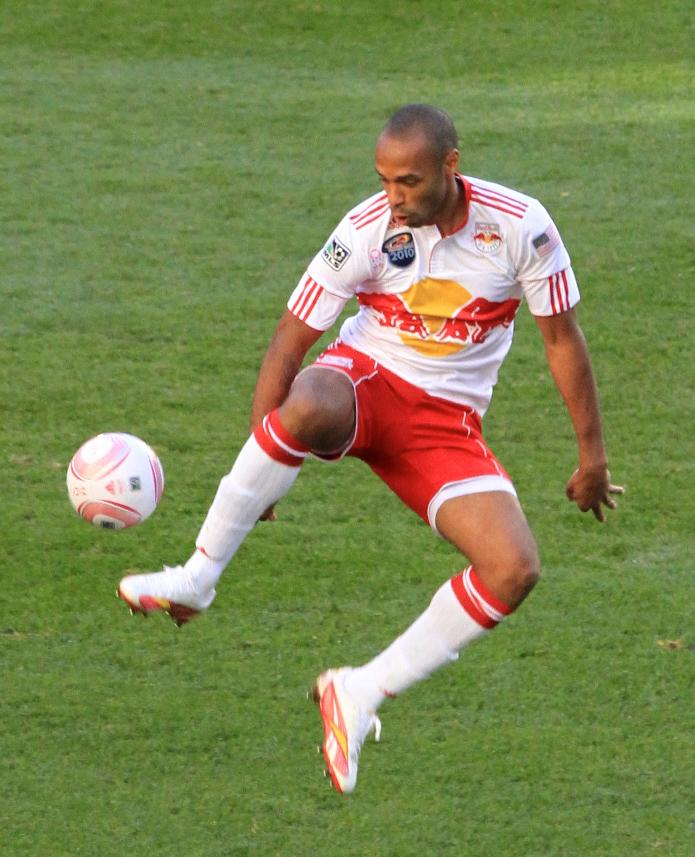
Henry em ação pelo New York Red Bulls durante a temporada 2010 da MLS

No dia 14 de julho de 2010, Henry acertou com o New York Red Bulls, dos Estados Unidos. Durante sua primeira entrevista como jogador do New York, anunciou que não jogaria mais pela Seleção Francesa.
Sua estreia pelo clube americano aconteceu no dia 22 de julho, num amistoso contra o Tottenham. Apesar de marcar um gol, sua equipe acabou derrotada por 2–1. Devido a sua vitoriosa carreira, Henry foi o principal protagonista no Red Bulls, que não contava com outras estrelas do seu porte. Entretanto, finalizou sua primeira temporada com um desempenho ainda muito abaixo do esperado, marcando apenas dois gols em doze jogos.
Em janeiro de 2011, esteve novamente no Arsenal para treinamentos, visando manter a forma durante as férias da MLS. Já durante a temporada, apresentou-se numa melhor forma em relação ao seu ano de estreia no clube. Marcou gols contra o San José Earthquakes, numa vitória por 3–0 no dia 16 de abril, Los Angeles Galaxy, de David Beckham, num empate por 1–1 em 7 de maio, e contra o Chivas USA, no dia 15 de maio. Nesta partida, entretanto, o New York terminou derrotado por 3–2. Finalizou a temporada 2011 com um total de 14 gols em 26 jogos, além de mais um gol pelos playoffs da MLS Cup.

#### Empréstimo ao Arsenal

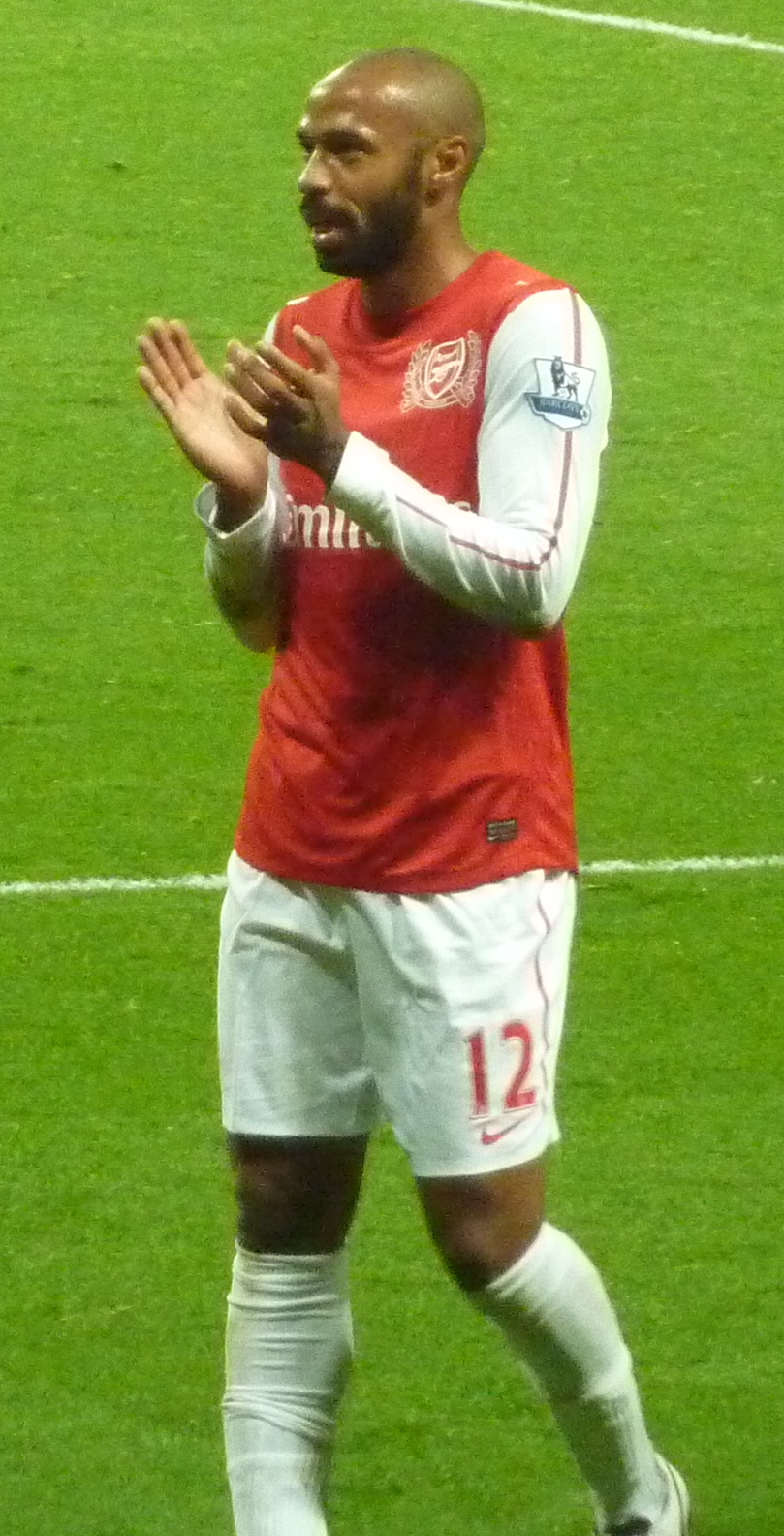
Em 2012, Henry retornou ao Arsenal após cinco anos para um curto empréstimo de dois meses

Em janeiro de 2012, foi confirmado o retorno de Henry ao Arsenal por empréstimo. O francês permaneceria no clube londrino até março (período das férias da Major League Soccer estadunidense), e chegou para suprir as vagas do marfinense Gervinho e do marroquino Marouane Chamakh, que desfalcariam a equipe durante a Copa das Nações Africanas. O francês foi oficialmente apresentado em 6 de janeiro, quando voltou a vestir a camisa dos Gunners após cinco anos.
Após apenas três dias de sua apresentação, reestreou com a camisa do Arsenal no dia 9 de janeiro, contra o Leeds United, em jogo válido pela Copa da Inglaterra. Entrou aos 22 minutos do segundo tempo, quando a partida estava empatada, e apenas 11 minutos depois, aos 33, após receber belo passe de Alex Song, finalizou rasteiro, no canto esquerdo do goleiro, mostrando toda a sua categoria e classificando os Gunners: vitória por 1–0. Após o jogo, o extasiado treinador e também francês Arsène Wenger, principal motivador do retorno de Henry ao clube onde tornou-se ídolo, classificou o gol em plena ocasião de reestreia "como um sonho". Seu primeiro gol pela Premier League de 2011–12 veio no dia 4 de fevereiro, após novamente vir do banco de reservas; Henry marcou o último tento da goleada por 7–1 sobre o Blackburn, já nos acréscimos do segundo tempo.
Em 11 de fevereiro, já em seu último jogo pela Premier League durante o curto período de empréstimo, Henry foi mais uma vez protagonista. Após vir novamente do banco de reservas aos 21 minutos do segundo tempo, Titi (como é carinhosamente apelidado pelos torcedores Gunners) marcou o gol que sacramentou a vitória do Arsenal por 2–1 contra o Sunderland já nos acréscimos da partida. A despedida de Henry pelo Arsenal, aconteceu na partida contra o Milan, em jogo válido pelas oitavas de final da Liga dos Campeões. Tal despedida acabou sendo frustrante para Henry, que viu o Arsenal, clube que o consagrou durante sua carreira, ser derrotado por 4–0 em Milão. No dia seguinte, o francês retornou a Nova Iorque para os preparativos visando a temporada da Major League Soccer estadunidense.

#### Retorno pós-empréstimo
Em seu retorno após o empréstimo ao Arsenal, Henry iniciou a temporada 2012 da MLS de forma espetacular, marcando oito gols nas sete primeiras partidas do campeonato, incluindo um hat-trick na vitória por 5–2 sobre o Montreal Impact, além de uma belíssima assistência de calcanhar para outro gol, e mais dois na vitória por 4–1 contra o Colorado Rapids. Com este expressivo número de gols logo nas primeiras rodadas, o francês rapidamente assumiu a artilharia do campeonato.
No dia 26 de outubro de 2013, conquistou a MLS Supporters' Shield pelo New York Red Bulls.

### Aposentadoria
No dia 1 de dezembro de 2014 anunciou que não retornaria à equipe em 2015. Dias depois, anunciou oficialmente sua aposentadoria do futebol. Logo em seguida iniciou a carreira de comentarista em Londres.

## Seleção Nacional

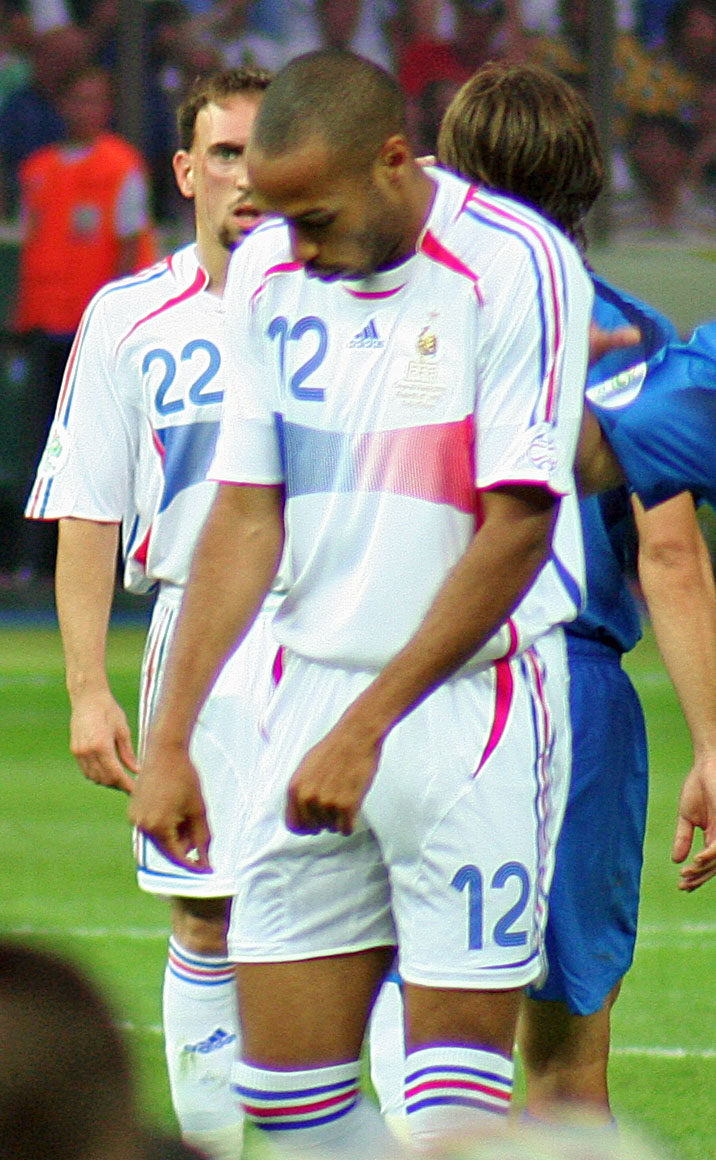
Henry na Final da Copa do Mundo FIFA de 2006, sua penúltima participação na Seleção Francesa

Em junho de 1997, Henry foi recompensado pelo bom futebol que apresentava no Monaco com uma convocação para a Seleção Francesa Sub-20, onde jogou o Mundial Sub-20 ao lado de seus futuros companheiros de clube William Gallas e David Trezeguet.
Quatro meses depois, o então treinador da Seleção Francesa, Aimé Jacquet, convocou Henry ao time principal. Sua estreia foi no dia 11 de outubro de 1997, numa vitória por 2–1 contra a África do Sul. Jacquet ficou tão impressionado que o convocou para a Copa do Mundo de 1998, onde Henry foi o artilheiro francês na Copa com três gols. Estava certo de jogar a final — onde a França venceu o Brasil por 3–0 —, mas a expulsão de Marcel Desailly forçou uma substituição para deixar o time mais defensivo. Apesar disto, Henry fixou-se entre os principais jogadores da trajetória dos Bleus no seu primeiro título mundial.
Cada vez mais ganhando espaço na Seleção, em 2000 foi convocado para a Eurocopa realizada na Bélgica e na Holanda. Novamente marcou três gols, sendo o artilheiro da França na competição. Na final, vitória por 2–1 contra a Itália.
Dois anos depois, a Copa do Mundo FIFA de 2002 foi uma decepção para os franceses, visto que, apontados como um dos grandes favoritos após o título em 1998, foram eliminados ainda na fase de grupos do torneio sem marcar um gol sequer. Após uma frustrante estreia, quando foram derrotados por 1–0 para Senegal (que disputava sua primeira Copa do Mundo até então), Henry foi expulso no empate em 0–0 contra o Uruguai. Suspenso do último jogo, viu a França perder de 2–0 para a Dinamarca.
Na Copa das Confederações de 2003, sem os craques Zinédine Zidane e Patrick Vieira, Henry teve grande participação na conquista da Seleção Francesa, sendo eleito pelo Grupo de Estudo Técnico da FIFA o homem do jogo em três das cinco partidas. Na final contra Camarões ele marcou na morte súbita, definindo assim a vitória por 1–0. Henry recebeu a Bola de Ouro por ser o melhor jogador do torneio e a Chuteira de Ouro por ser o artilheiro, com quatro gols.
Na Euro 2004, Henry jogou todos os jogos da Seleção Francesa. A França venceu a Inglaterra na fase de grupos, mas perdeu para a Grécia nas quartas de final por 1–0. Os gregos viriam a conquistar esta edição da Eurocopa.
Henry foi um dos titulares da Seleção Francesa finalista da Copa do Mundo de 2006. Jogou num esquema de apenas um atacante, mas após um começo de Copa ruim, tornou-se um dos melhores jogadores do torneio ao salvar os Bleus de uma precoce eliminação ainda na primeira fase. Marcou três gols, inclusive contra o então atual campeão e favorito Brasil nas quartas de final, decretando assim a vitória por 1–0 contra a Seleção Brasileira. Voltou a ter boa atuação na semifinal contra Portugal, mas Zidane marcou o único gol da partida. Já na final contra a Itália, empate por 1–1 no tempo normal e derrota por 5–3 nos pênaltis. Henry foi um dos dez indicados para a Bola de Ouro de melhor jogador do torneio, prêmio que foi dado ao seu companheiro de seleção, Zidane.
Esteve também na Euro 2008, onde a França teve uma fraca campanha, finalizando o torneio com um empate e duas derrotas.
Um ano depois, durante as Eliminatórias da Copa do Mundo de 2010, envolveu-se no Incidente da "Mão da Gália", uma grande polêmica de sua carreira. No jogo contra a Irlanda, pela repescagem, Henry conduziu a bola com a mão antes de fazer o passe para o seu companheiro de equipe, Gallas, que completou a jogada marcando o gol da classificação. Depois da partida, Henry disse em entrevista que não teve intenção de colocar a mão na bola.
Foi convocado pelo técnico Raymond Domenech para a disputa da Copa do Mundo FIFA do ano seguinte, realizada na África do Sul e que seria a quarta Copa de sua carreira. A França, finalista da última edição do torneio, fracassou desta vez, caindo ainda na fase de grupos. Após a eliminação, Henry teve um encontro particular com o presidente Nicolas Sarkozy para discutir o vexame dos Bleus no Mundial.
O atacante aposentou-se oficialmente da Seleção após a Copa. Em 13 anos atuando pelos Bleus, entre 1997 e 2010, Henry marcou um total de 51 gols em 123 jogos, fixando-se entre os maiores jogadores da história da França.

## Carreira como treinador

### Bélgica
Após dois anos como comentarista, em agosto de 2016 foi anunciado como auxiliar técnico da Seleção Belga. O ex-craque francês foi muito elogiado pelos seus novos companheiros, dentre eles o treinador Roberto Martínez e o volante Axel Witsel.
Após comandar o Montreal Impact, no dia 30 de maio de 2021 retornou ao cargo de auxiliar técnico da Bélgica.

### França Sub-21
No dia 21 de agosto de 2023, Henry foi anunciado como novo técnico da Seleção Francesa Sub-21.

## Estilo de jogo
Apesar de jogar como atacante desde as categorias de base do Monaco, Henry passou a desempenhar a função de um ponta durante sua rápida passagem pela Juventus, em 1999. Devido a sua agilidade, técnica e rapidez, o então jovem jogador se destacava naquele setor. Quando se juntou ao Arsenal, em agosto do mesmo ano, seu novo treinador Arsène Wenger imediatamente alterou isto, escalando-o novamente como um atacante.
Inicialmente, Wenger o escalou numa função bastante ofensiva, mas diferente de um centroavante, primando não só pelas excelentes finalizações, mas pela boa movimentação, os passes, as arrancadas e o outro ponto forte de Henry: a força física. Com 1,88 m de altura, possuía um bom vigor físico, fato que lhe dava vantagem nas divididas corpo-a-corpo. Durante a temporada 2004–05, com a saída de alguns jogadores cruciais no antigo esquema, Wenger alterou a tática do Arsenal para um 4-5-1, obrigando Henry a se adaptar novamente e agora jogar como um centroavante.
Outra razão que fez de Henry um dos mais eficazes atacantes do planeta era a sua calma em jogadas de finalização em um-contra-um, especialmente contra os goleiros. Isso, combinado com sua agilidade e explosão nas arrancadas, significava que, na maioria das vezes, ele conseguia ser mais rápido que os zagueiros que tentavam lhe marcar. Quando não estava dentro da grande área, Henry costumava jogar mais pelo lado esquerdo do campo, auxiliando com muitas assistências para gol. Entre as temporadas 2002–03 e 2004–05 ele deu mais de 50 assistências total.
Outro ponto que se destacava em seu jogo eram os chutes de longa e média distância. Henry possuía uma excelente precisão no pé direito, especialmente em finalizações de primeira. Seu gol contra o Brasil nas quartas de final da Copa do Mundo FIFA de 2006 demonstrou isto; após um cruzamento de longa distância feito por Zinédine Zidane, Henry saltou e apenas escorou de primeira no canto, numa bola que vinha em velocidade, tirando qualquer chance de defesa do goleiro Dida e demonstrando uma fantástica precisão. As precisas cobranças de falta também eram o seu forte; vários gols encobrindo a barreira adversária foram anotados por Henry.
Henry era conhecido também por uma jogada chamada "Fake Pass", ou "Passe Falso". Neste lance, ele fingia que ia chutar a bola com uma perna, mas acabava dando um passe com a outra perna para seu companheiro.
Apesar do grande talento, Henry era bastante cobrado pelo desempenho em decisões. O atacante marcou apenas dois gols e deu uma assistência nas 14 finais que disputou ao longo da carreira.

## Prêmios e recordes
Henry já recebeu vários prêmios. Foi vice em 2003 e 2004 no concurso Melhor jogador do mundo pela FIFA, perdendo para seu compatriota Zinédine Zidane e Ronaldinho Gaúcho, respectivamente. Nessas duas temporadas, venceu os dois prêmios homônimos de Futebolista Inglês do Ano, tanto o entregue pela PFA, quanto o entregue pela FWA. No prêmio da FWA, Henry foi o único a vencer por três vezes, em 2003, 2004 e 2006. Também já foi eleito o Jogador Francês do Ano por cinco vezes, um recorde. Adicionalmente, em 2004, Henry foi nomeado pelo brasileiro Pelé como um dos jogadores da FIFA 100.

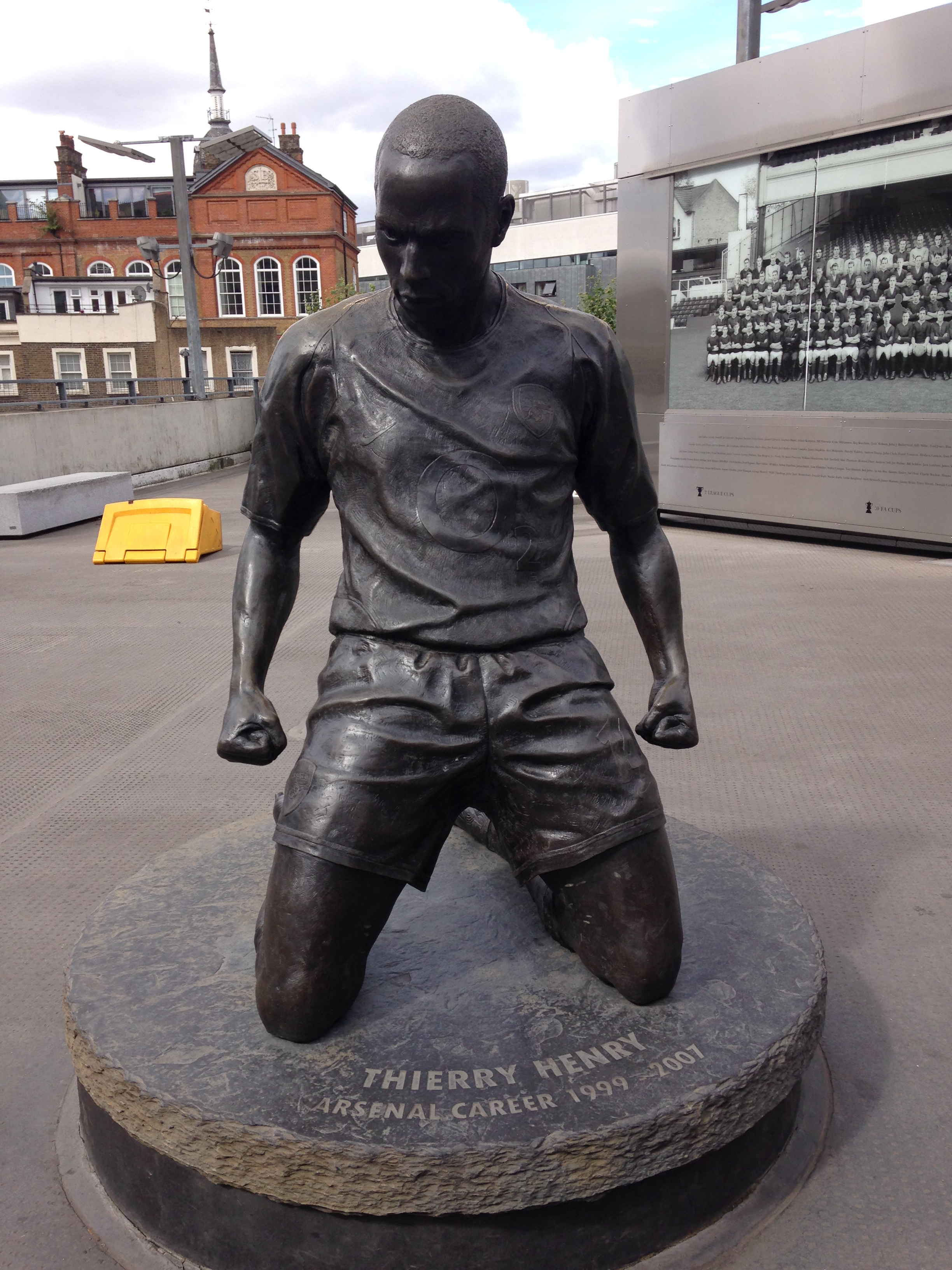
Estátua de Henry no Emirates Stadium

Em termos de gols marcados, Henry venceu a Chuteira de Ouro da UEFA em 2004 e 2005, neste último ano dividindo o prêmio com Diego Forlán, e foi o primeiro jogador na história a ganhar duas vezes seguidas o prêmio. Foi também o artilheiro da Premier League por quatro temporadas, em 2001–02 (24 gols), 2003–04 (30 gols), 2004–05 (29 gols) e 2005–06 (27 gols). Em 2006, ele se tornou o primeiro jogador a marcar mais de vinte gols na liga por cinco temporadas consecutivas. Henry é atualmente o sexto na lista de maiores artilheiros da Premier League de todos os tempos, com um total de 174 gols.
Pela Seleção Francesa, é o segundo maior artilheiro de todos os tempos, com 51 gols. Foi ultrapassado por Olivier Giroud, que chegou aos 52 gols ao marcar contra a Polônia na Copa do Mundo FIFA de 2022. Henry desembarcou na África do Sul para a disputa da Copa do Mundo FIFA de 2010 com um total de 302 gols na carreira, sendo o segundo com o maior número de gols entre os 736 jogadores inscritos na competição, ficando a apenas três do uruguaio Loco Abreu, que até então tinha 305 gols.
Em 9 de dezembro de 2011, Henry foi homenageado com a inauguração de uma estátua de bronze em frente ao Emirates Stadium reproduzindo o jogador de joelhos, como costumava comemorar seus gols na época de Arsenal. Além de Henry, foram lançadas estátuas do ex-jogador Tony Adams, que em toda sua carreira de 19 anos defendeu apenas o time londrino, e do treinador Herbert Chapman, que comandou a equipe entre 1925 e 1934. O evento fez parte das comemorações dos 125 anos do clube, e o francês se emocionou durante seu discurso.

## Vida pessoal
Henry foi casado com a modelo britânica Nicole Merry. O casamento ocorreu em julho de 2003. No dia 27 de maio de 2005, ele celebrou o nascimento de sua primeira filha, Tea Henry. Logo após sua transferência para o Barcelona o casal anunciou o divórcio, que foi concedido em setembro de 2007.
No dia da Bastilha de 1998, foi premiado com a maior condecoração francesa, a Légion d'Honneur. Henry também é um membro do esquadrão da FIFA para o Fundo das Nações Unidas para a Infância (UNICEF), onde, juntamente com outros jogadores profissionais, apareceu em comerciais de TV durante as Copas do Mundo de 2002 e 2006. Nesses comerciais, os jogadores defendiam o futebol como um esporte que deveria ser jogado para o benefício de crianças.
Como fã da NBA, Henry era visto com frequência em jogos de seu amigo Tony Parker. Henry admira o basquetebol como um jogo similar ao futebol no entretenimento. Ele assiste regularmente às finais da NBA, quando elas ocorrem no fim de temporada na Europa. Em 2001, ele foi para a Filadélfia para assistir às finais da NBA e ajudar a televisão francesa na cobertura do evento. Já em 2007, assistiu ao título de Tony Parker e dos Spurs.

### Patrocinadores
Em 2006, Henry foi avaliado como o nono jogador com mais valor comercial no mundo, e também se tornou o oitavo jogador mais rico da Premier League, com um patrimônio aproximado de 21 milhões de libras. Estrelando os comerciais do Renault Clio, ele tornou popular a palavra va-va-voom, que significa vida e paixão. A palavra foi até adicionada ao dicionário Oxford de Inglês Conciso. Ele também foi parte da campanha da Nike "Joga Bonito". Seu acordo com a Nike terminou após a Copa do Mundo de 2006, quando ele assinou um contrato com a Reebok para aparecer na campanha "I Am What I Am" (Eu sou o que sou). Além destes, Henry possui ainda acordos de patrocínio com a Pepsi e com a Gillette, e já estrelou vários comerciais para estas marcas. Em 2012, ele assinou um contrato com a marca de material esportivo Puma.

### Racismo
Já foi vítima de vários incidentes de racismo. O que teve mais destaque foi em outubro de 2004, quando em uma sessão de treinos da Seleção Espanhola, uma equipe de televisão da Espanha flagrou o treinador Luis Aragonés referindo-se a Henry como "black shit".
O incidente causou pressão na imprensa, que pedia a demissão de Aragonés. Henry e a Nike lançaram então a campanha Stand Up Speak Up em razão do incidente, colocando a venda pulseiras com as cores preto e branco entrelaçadas, além de camisas e outros produtos com tema semelhante.

## Estatísticas
Atualizadas até 23 de abril de 2012

### Clubes
| Equipe             | Temporada         | Campeonato nacional | Campeonato nacional | Campeonato nacional | Copa nacional | Copa nacional | Copa nacional | Competições continentais | Competições continentais | Competições continentais | Total | Total | Total   |
| Equipe             | Temporada         | Jogos               | Gols                | Assist.             | Jogos         | Gols          | Assist.       | Jogos                    | Gols                     | Assist.                  | Jogos | Gols  | Assist. |
| ------------------ | ----------------- | ------------------- | ------------------- | ------------------- | ------------- | ------------- | ------------- | ------------------------ | ------------------------ | ------------------------ | ----- | ----- | ------- |
| Monaco             | 1994–95           | 8                   | 3                   | 1                   | —             | —             | —             | —                        | —                        | —                        | 8     | 3     | 1       |
| Monaco             | 1995–96           | 18                  | 3                   | 5                   | 3             | 0             | 1             | 1                        | 0                        | 0                        | 22    | 3     | 6       |
| Monaco             | 1996–97           | 36                  | 9                   | 8                   | 3             | 0             | 1             | 9                        | 1                        | 4                        | 48    | 10    | 13      |
| Monaco             | 1997–98           | 30                  | 4                   | 9                   | 5             | 0             | 2             | 9                        | 7                        | 1                        | 44    | 11    | 12      |
| Monaco             | 1998–99           | 13                  | 1                   | 3                   | 1             | 0             | 0             | 5                        | 0                        | 2                        | 19    | 1     | 5       |
| Monaco             | Total             | 105                 | 20                  | 26                  | 12            | 0             | 4             | 24                       | 8                        | 7                        | 141   | 28    | 37      |
| Juventus           | 1998–99           | 18                  | 3                   | 2                   | 1             | 0             | 0             | 1                        | 0                        | 0                        | 20    | 3     | 2       |
| Juventus           | Total             | 18                  | 3                   | 2                   | 1             | 0             | 0             | 1                        | 0                        | 0                        | 20    | 3     | 2       |
| Arsenal            | 1999–00           | 31                  | 17                  | 9                   | 5             | 1             | 0             | 11                       | 8                        | 2                        | 47    | 26    | 11      |
| Arsenal            | 2000–01           | 35                  | 17                  | 3                   | 4             | 1             | 0             | 14                       | 4                        | 0                        | 53    | 22    | 3       |
| Arsenal            | 2001–02           | 33                  | 24                  | 5                   | 5             | 1             | 2             | 11                       | 7                        | 0                        | 49    | 32    | 7       |
| Arsenal            | 2002–03           | 37                  | 24                  | 23                  | 6             | 1             | 0             | 12                       | 7                        | 1                        | 55    | 32    | 24      |
| Arsenal            | 2003–04           | 37                  | 30                  | 9                   | 4             | 4             | 2             | 10                       | 5                        | 3                        | 51    | 39    | 14      |
| Arsenal            | 2004–05           | 32                  | 25                  | 15                  | 2             | 0             | 1             | 8                        | 5                        | 1                        | 42    | 30    | 17      |
| Arsenal            | 2005–06           | 32                  | 27                  | 7                   | 2             | 0             | 1             | 11                       | 5                        | 2                        | 45    | 33    | 9       |
| Arsenal            | 2006–07           | 17                  | 10                  | 6                   | 3             | 1             | 1             | 7                        | 1                        | 0                        | 27    | 12    | 7       |
| Arsenal            | 2011–12           | 4                   | 2                   | 0                   | 2             | 1             | 0             | 1                        | 0                        | 0                        | 7     | 3     | 0       |
| Arsenal            | Total             | 258                 | 176                 | 77                  | 33            | 11            | 6             | 85                       | 42                       | 9                        | 376   | 229   | 92      |
| Barcelona          | 2007–08           | 30                  | 12                  | 9                   | 7             | 4             | 0             | 10                       | 3                        | 2                        | 47    | 19    | 11      |
| Barcelona          | 2008–09           | 29                  | 19                  | 8                   | 1             | 1             | 0             | 12                       | 6                        | 4                        | 42    | 26    | 12      |
| Barcelona          | 2009–10           | 21                  | 4                   | 2                   | 3             | 0             | 0             | 8                        | 0                        | 1                        | 32    | 4     | 3       |
| Barcelona          | Total             | 80                  | 35                  | 19                  | 11            | 5             | 0             | 30                       | 9                        | 7                        | 121   | 49    | 26      |
| New York Red Bulls | 2010              | 11                  | 2                   | 3                   | 1             | 0             | 0             | —                        | —                        | —                        | 12    | 2     | 3       |
| New York Red Bulls | 2011              | 26                  | 14                  | 4                   | 3             | 1             | 1             | —                        | —                        | —                        | 29    | 15    | 5       |
| New York Red Bulls | 2012              | 25                  | 15                  | 12                  | 2             | 0             | 0             | —                        | —                        | —                        | 27    | 15    | 12      |
| New York Red Bulls | 2013              | 30                  | 10                  | 7                   | 2             | 0             | 1             | —                        | —                        | —                        | 32    | 10    | 8       |
| New York Red Bulls | 2014              | 30                  | 10                  | 12                  | 5             | 0             | 5             | —                        | —                        | —                        | 35    | 10    | 17      |
| New York Red Bulls | Total             | 122                 | 51                  | 35                  | 13            | 1             | 7             | —                        | —                        | —                        | 135   | 52    | 42      |
| Total na carreira  | Total na carreira | 583                 | 285                 | 159                 | 70            | 17            | 17            | 140                      | 59                       | 23                       | 794   | 360   | 177     |

### Seleção Francesa
| Ano     |       |      |         |
| Ano     | Jogos | Gols | Assist. |
| ------- | ----- | ---- | ------- |
| 1997–98 | 10    | 3    | 1       |
| 1998–99 | 1     | 0    | 0       |
| 1999–00 | 11    | 5    | 2       |
| 2000–01 | 8     | 2    | 1       |
| 2001–02 | 9     | 2    | 1       |
| 2002–03 | 13    | 10   | 7       |
| 2003–04 | 12    | 5    | 6       |
| 2004–05 | 7     | 2    | 1       |
| 2005–06 | 15    | 7    | 3       |
| 2006–07 | 6     | 3    | 3       |
| 2007–08 | 10    | 6    | 1       |
| 2008–09 | 9     | 3    | 1       |
| 2009–10 | 12    | 3    | 2       |
| Total   | 123   | 51   | 29      |

## Títulos
Mônaco
- Ligue 1: 1996–97

Arsenal
- Premier League: 2001–02 e 2003–04[58]
- Copa da Inglaterra: 2001–02, 2002–03 e 2004–05
- Supercopa da Inglaterra: 2002 e 2004

Barcelona
- La Liga: 2008–09 e 2009–10
- Copa do Rei: 2008–09
- Liga dos Campeões da UEFA: 2008–09
- Supercopa da Espanha: 2009
- Supercopa da UEFA: 2009
- Copa do Mundo de Clubes da FIFA: 2009

New York Red Bulls
- MLS Supporters' Shield: 2013

Seleção Francesa
- Copa do Mundo FIFA: 1998
- Eurocopa: 2000
- Copa das Confederações FIFA: 2003

### Prêmios individuais
- Melhor Jogador Jovem da Ligue 1: 1996–97
- Equipe da Euro: 2000
- Futebolista Francês do Ano: 2000, 2003, 2004, 2005 e 2006
- Jogador do Mês da Premier League: abril de 2000, setembro de 2002, janeiro de 2004 e abril de 2004[58]
- Jogador do temporada da Premier League: 2003–04 e 2005–06[58]
- Equipe do Ano PFA da Premier League: 2000–01, 2001–02, 2002–03, 2003–04, 2004–05 e 2005–06
- Futebolista Inglês do Ano da PFA: 2002–03 e 2003–04
- Futebolista Inglês do Ano pela FWA: 2002–03, 2003–04 e 2005–06
- Chuteira de Ouro da Premier League: 2001–02, 2003–04, 2004–05 e 2005–06[58]
- Equipe do Ano da UEFA: 2001, 2002, 2003, 2004 e 2006
- Maior Artilheiro Internacional do Mundo pela IFFHS: 2003 (15 gols)
- Equipe do Ano de Sempre da UEFA
- Chuteira de Ouro da UEFA: 2003–04 e 2004–05
- Bola de Ouro da Copa das Confederações FIFA: 2003
- Chuteira de Ouro da Copa das Confederações FIFA: 2003
- Onze de Bronze: 2000 e 2005
- Onze d'Or: 2003 e 2006
- Onze d'Argent: 2004
- FIFA 100: 2004
- Seleção da Copa do Mundo FIFA: 2006
- FIFPro World XI: 2006
- MLS Best XI: 2011, 2012 e 2014
- Jogador do Mês da MLS: março de 2012
- Bola de Ouro Dream Team: Melhor ponta-esquerda (terceiro esquadrão)
- Seleção Francesa de Todos os Tempos - IFFHS[59]

### Artilharias
- Premier League: 2001–02 (24 gols), 2003–04 (30 gols), 2004–05 (25 gols) e 2005–06 (27 gols)
- Copa das Confederações FIFA de 2003 (4 gols)
- Copa do Rei: 2007—08 (4 gols)

### Recordes
- Maior artilheiro da história do Arsenal: 228 gols em 377 jogos
- 2.º maior artilheiro da Seleção Francesa: 51 gols[5]
- 3.º jogador com mais partidas disputas pela Seleção Francesa: 123 jogos
- 6.º maior artilheiro da Premier League: 175 gols em 258 jogos
- Jogador que mais venceu a premiação Jogador Francês do Ano (5 vezes)

## Ordens
- Ordem Nacional da Legião de Honra: 1998